# Grammis
Grammis (den svenska motsvarigheten till amerikanska Grammy) är ett svenskt musikpris som sedan 1969 delas ut på Grammisgalan varje år. Den låg nere i 15 år från 1973 till dess att den återupptogs 1988 på nytt. Åren 1977–1987 fanns istället en motsvarighet som hette Svenska grammofonpriset.
Den Grammisstatyett som delas ut sedan 2008 har formgivits av konstnären Efva Attling. Den är gjord av glas och platina, väger 2,2 kg och tillverkas av Orrefors. Den ursprungliga grammisstatyetten var formgiven av Claes Gierrta.

## Priskategorier
Både antalet priskategorier och namnet på kategorierna har varierat genom åren, ett urval av kategorierna är: 
- Årets album
- Årets artist
- Årets bästa video
- Årets barnalbum
- Årets dansband (1988–, årets schlager-dansband 2004–2009)
- Årets folkmusik/visa
- Årets hederspris (1969–1970, 1991–)
- Årets hiphop/soul
- Årets hållbara artist (2017–2018)
- Årets hårdrock
- Årets innovatör (från 2011)
- Årets jazz (från 2006)
- Årets klassiska ensemble
- Årets klassiska solist
- Årets klubbdans
- Årets kompositör
- Årets låt (från 2006)
- Årets musikdvd
- Årets nykomling
- Årets pop/kvinnlig
- Årets pop/manlig
- Årets popgrupp
- Årets producent
- Årets rockalbum
- Årets rockgrupp (från 2006)
- Årets textförfattare
- Öppen kategori

Grammispriset delas ut av IFPI Svenska gruppen via Grammiskommittén. Priset Årets innovatör, som instiftades 2011, är ett samarbete mellan IFPI och Spotify och tilldelas den grupp eller artist som bidragit bäst med att via sociala och digitala medier nå ut till sin publik genom nytänkande samt kreativitet.

### Fotnoter
1. ↑  Mattias Dellert (28 februari 2017). ”Vad betyder en Grammis”. Sveriges Television. http://www.svt.se/kultur/musik/vad-betyder-en-grammis. Läst 1 mars 2017.
2. ↑  ”QX - Efva Attling har formgivit grammisgalans nya pris”. 27 december 2007. https://www.qx.se/nyheter/5741/efva-attling-har-formgivit-grammisgalans-nya-pris/. Läst 4 juli 2022.
3. ↑  ”STATYETTEN” (på amerikansk engelska). Grammisgalan. https://grammis.se/om-grammis/statyetten/. Läst 5 juli 2021.
4. ↑  ”Efva Attling designar Grammispris”. Expressen. 28 december 2007. https://www.expressen.se/noje/musik/efva-attling-designar-grammispris/.
5. ↑  ”IFPI, Telia och Spotify presenterar ny Grammis”. musiknyheter.nu. Arkiverad från originalet den 2 september 2017. https://web.archive.org/web/20170902044201/http://www.musiknyheter.nu/ifpi-telia-och-spotify-presenterar-ny-grammis_20101126.html. Läst 14 april 2014.